# 虫实属
虫实属（学名：Corispermum）是藜科下的一个属，为一年生草本植物。该属共有约60种，分布于亚洲、欧洲及美洲北部。